# Sbojischtscha
Sbojischtscha (ukrainisch Збоїща; russisch Збоища/Sboischtscha, polnisch Zboiska) ist ein Stadtviertel der westukrainischen Stadt Lemberg (im Stadtrajon Schewtschenko).

## Geschichte
Der Ort wurde im Jahre 1359 als Sboyszcz urkundlich erwähnt, und dann später als Sbogiszcze (1423), Sboyska (1452), Szboyszka (1504), Zboiska (1578) und so weiter. Der ursprüngliche Name боїще (Bojischtsche) bedeutet der Ort einer Schlacht.
Das Dorf gehörte zunächst zur Adelsrepublik Polen-Litauen, Woiwodschaft Ruthenien, Lemberger Land und funktionierte im Mittelalter auf Deutschem Recht und schon ein Teil der Einwohner war ethnisch polnisch. 1359 erhielt der örtliche Stellmacher namens Ulryk eine örtliche Mühle von der Stadtverwaltung von Lemberg, die bisher an die Mariä-Himmelfahrt-Kirche gestiftet wurde.
Bei der Ersten Teilung Polens kam das Dorf 1772 zum neuen Königreich Galizien und Lodomerien des habsburgischen Kaiserreichs (ab 1804).
Im Jahre 1900 hatte die Gemeinde Zboiska 127 Häuser mit 815 Einwohnern, davon waren 435 Ruthenischsprachige, 379 Polnischsprachige, 496 griechisch-katholisch, 255 römisch-katholisch, 63 jüdischer Religion, 1 anderen Glaubens.
Nach dem Ende des Polnisch-Ukrainischen Kriegs 1919 kam die Gemeinde zu Polen. Im Jahre 1921 hatte sie 167 Häuser mit 949 Einwohnern, davon waren 670 Polen, 220 Ruthenen, 59 Juden (Nationalität), 500 römisch-katholisch, 376 griechisch-katholisch, 1 evangelisch, 72 Juden (Religion).
Im Zweiten Weltkrieg gehörte sie zuerst zur Sowjetunion und ab 1941 zum Generalgouvernement, ab 1945 wieder zur Sowjetunion, heute zur Ukraine.
1952 (Stari Sbojischtscha/Старі Збоїща) bzw. 1958 (Nowi Sbojischtscha/Нові Збоїща) wurde das Gemeindegebiet endgültig zur Stadt Lwiw eingemeindet.

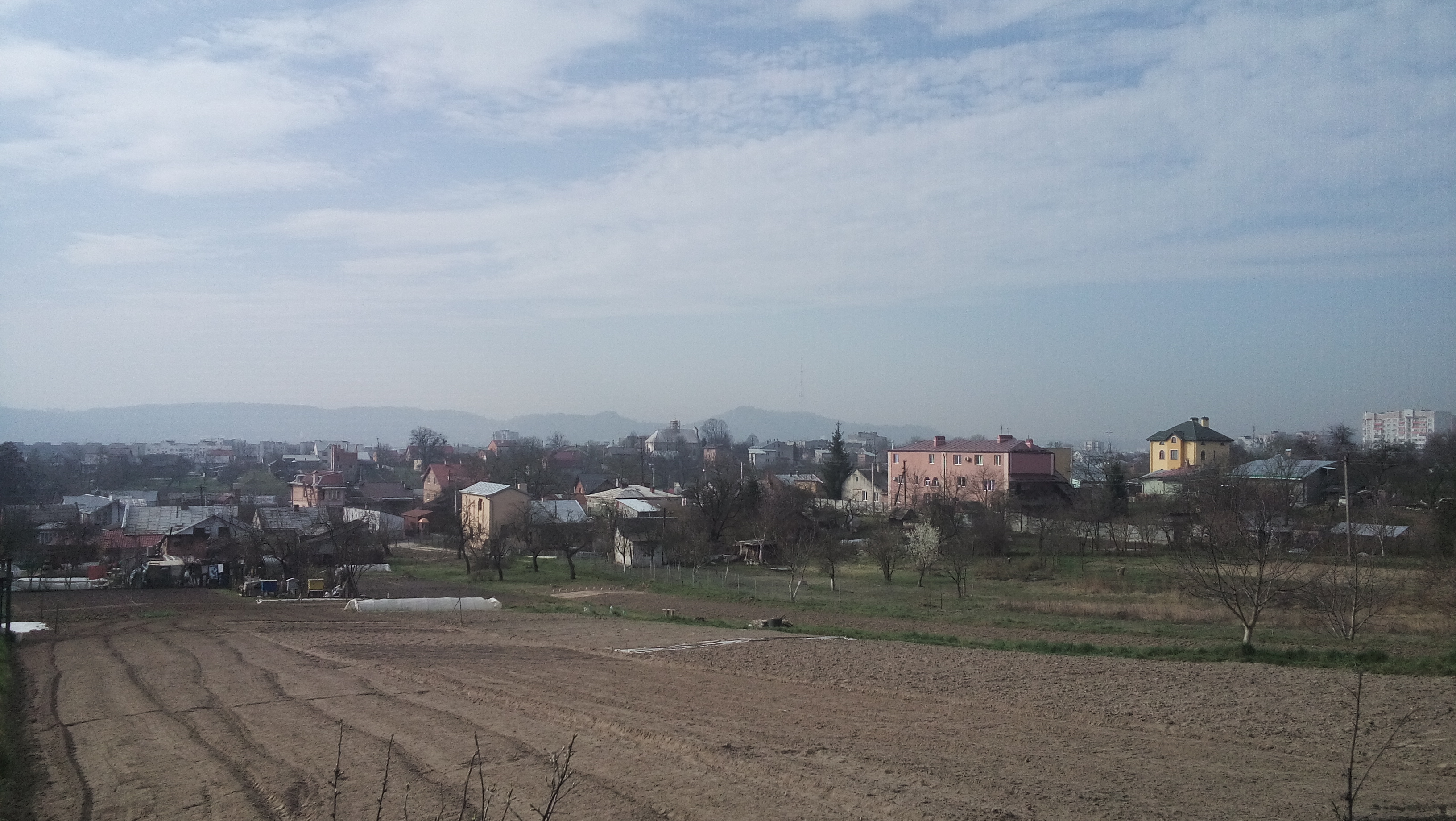
Blick auf den Stadtteil
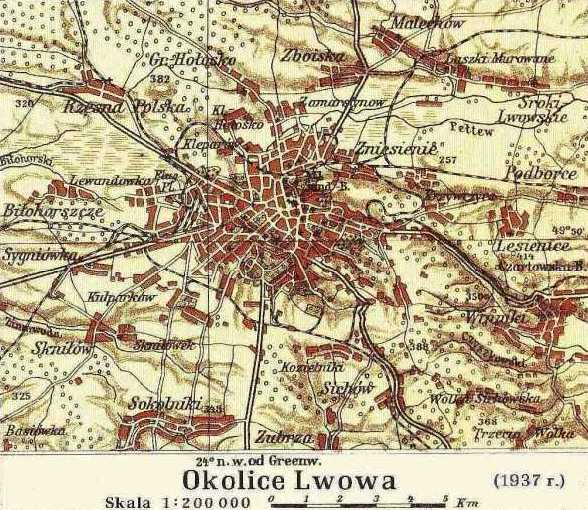
Karte mit der Umgebung Lembergs von 1937